# Euproctis crocea
Euproctis crocea är en fjärilsart som beskrevs av Walker 1865. Euproctis crocea ingår i släktet Euproctis och familjen tofsspinnare. Inga underarter finns listade i Catalogue of Life.